# Sint-Katelijnekerk (Brussel)
De Sint-Katelijnekerk is een kerk in het noorden van Brusselse vijfhoek, aan het Sint-Katelijneplein. Op een barokke toren na is de middeleeuwse kerk vervangen door een 19e-eeuws gebouw van Joseph Poelaert.

## Bouwgeschiedenis
Ten zuiden van dit gebouw stond oorspronkelijk een 15e-eeuwse kerk, die eveneens gewijd was aan Sint-Katelijne. De oude kerk werd in 1893 afgebroken, met uitzondering van de barokke klokkentoren uit 1629, die nu vrij staat.
De huidige kerk werd tussen 1854 en 1874 in uiteenlopende stijlen gebouwd door Joseph Poelaert, de architect van het monumentale Justitiepaleis, en diens leerling en volgeling Wynand Janssens. De kerk lag gedeeltelijk op het gedempte Sint-Katelijnedok, aan het uiteinde van het Kanaal van Willebroek. In 1870 werd het Sint-Katelijneplein uitgebreid door het dempen van de Vismarkt (Vismet of Marché aux Poissons), ten noorden van de kerk. De straatnamen "Baksteenkaai" en "Brandhoutkaai" herinneren aan het industriële verleden van de wijk.

## Interieur
Bezienswaardig in het interieur zijn een fraai 14e-eeuws stenen beeld van de zwarte madonna en een beschilderd houten beeld van Sint-Katelijne, compleet met het rad waarop ze werd gemarteld.

## Apostolaat van de Broederschap van de Heilige Apostelen
In 2014 werden drie priesters van de Broederschap van de Heilige Apostelen (Fraternité des Saints-Apôtres) door aartsbisschop André Léonard aangesteld in de kerk. De priesters maken deel uit van de broederschap die door de Franse priester Michel-Marie Zanotti-Sorkine wordt geïnspireerd.

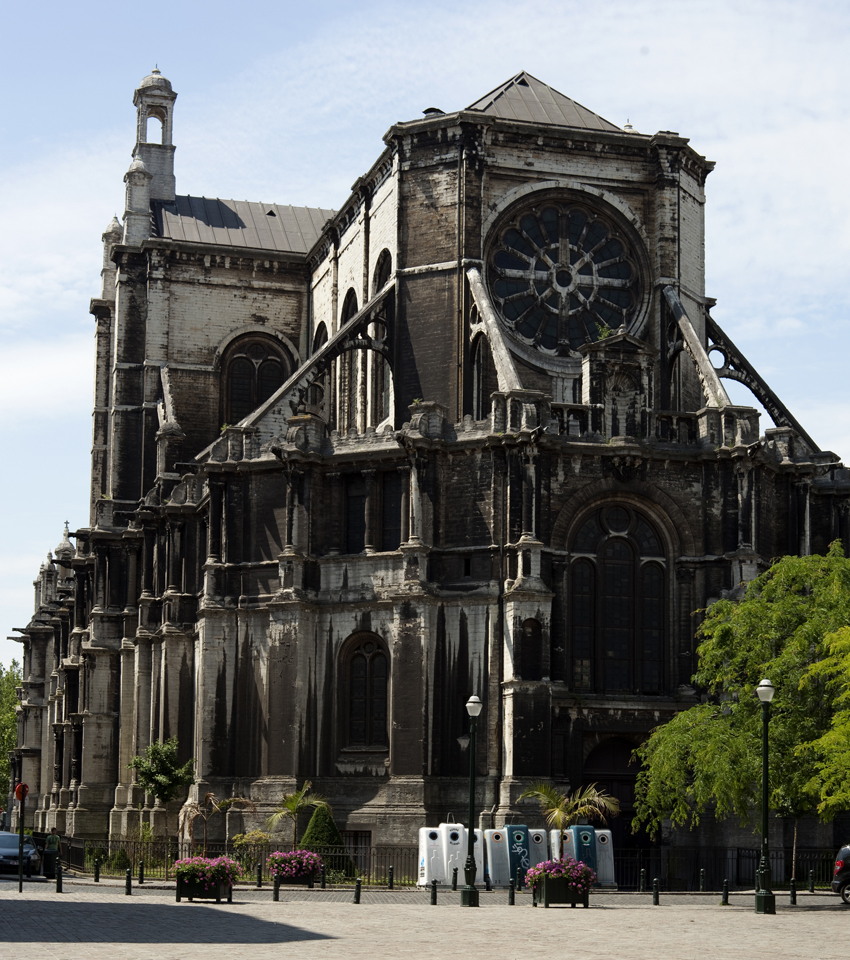
Achteraanzicht
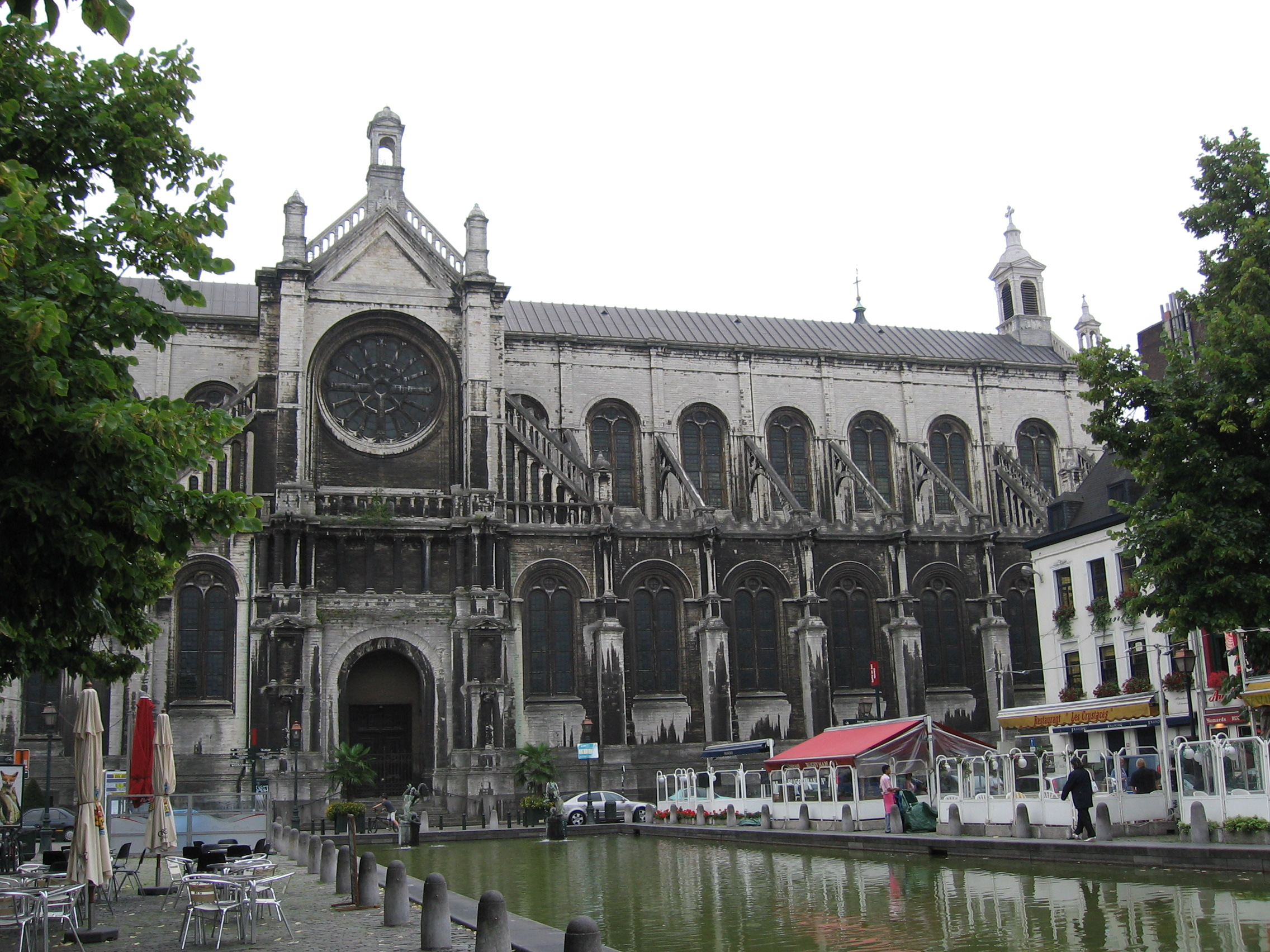
Noordgevel, met op de voorgrond de voormalige "Vismarkt"
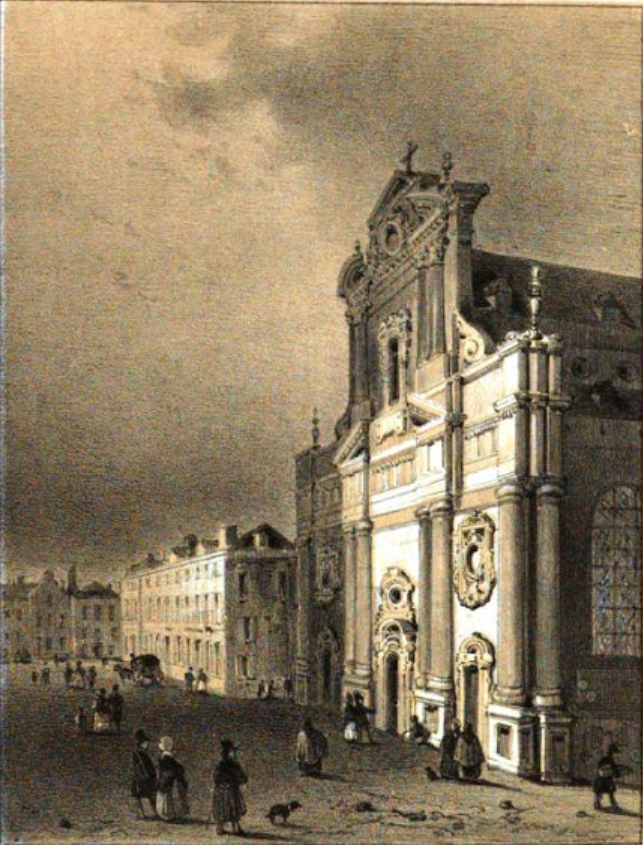
De oude kerk, die even verderop stond, in 1846
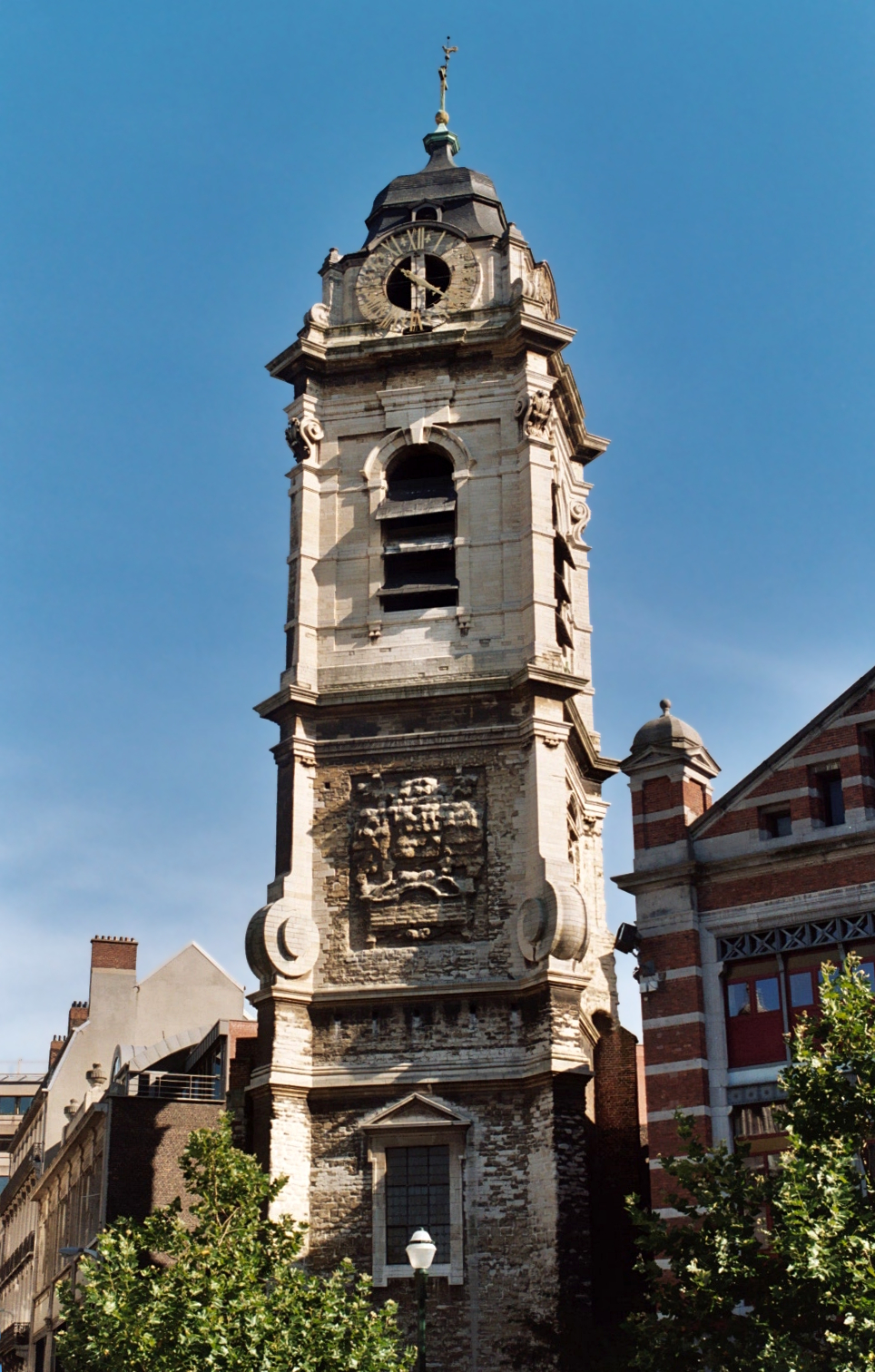
Toren van de oorspronkelijke kerk
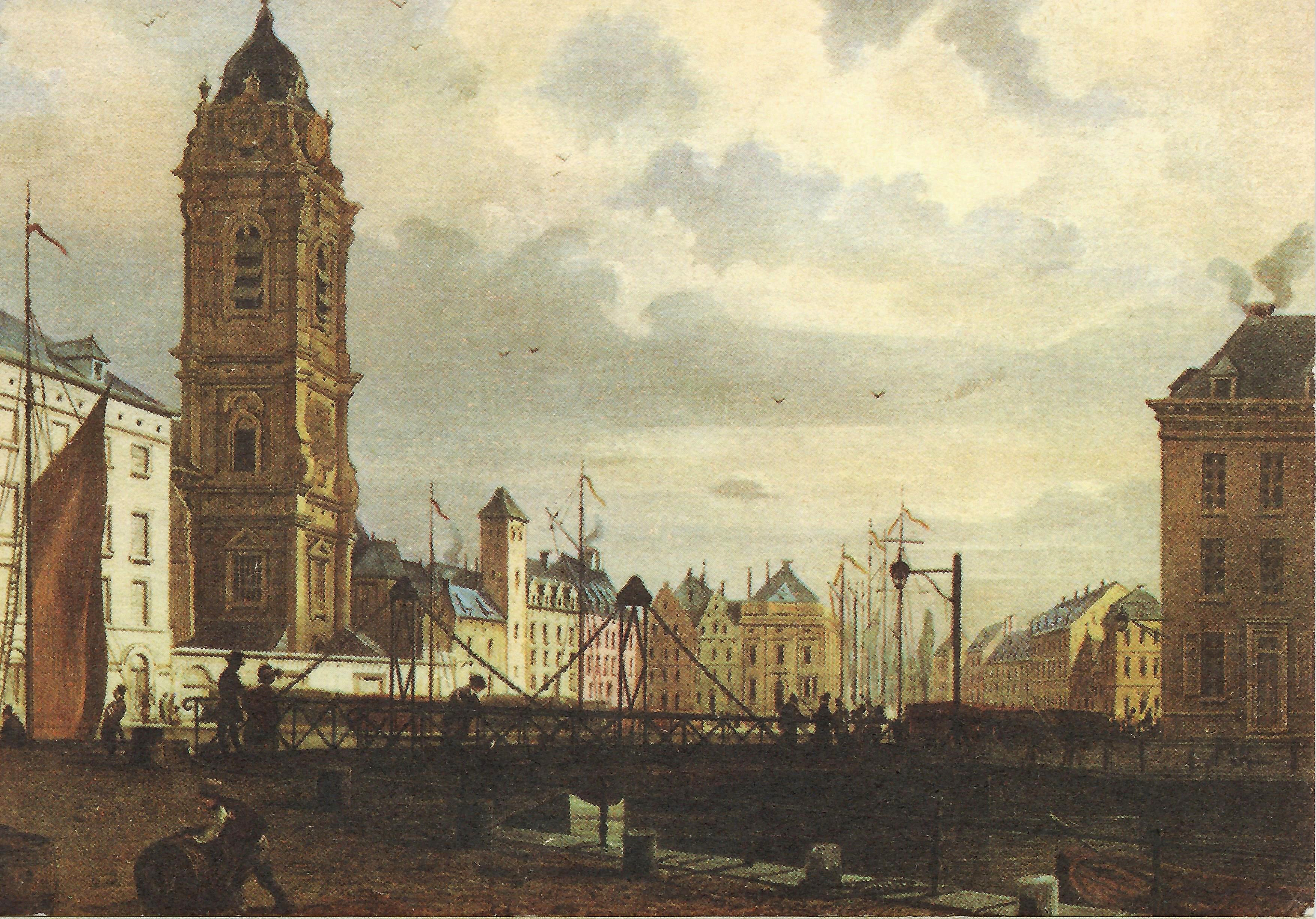
Situatie omstreeks 1850, voor de bouw van de huidige kerk
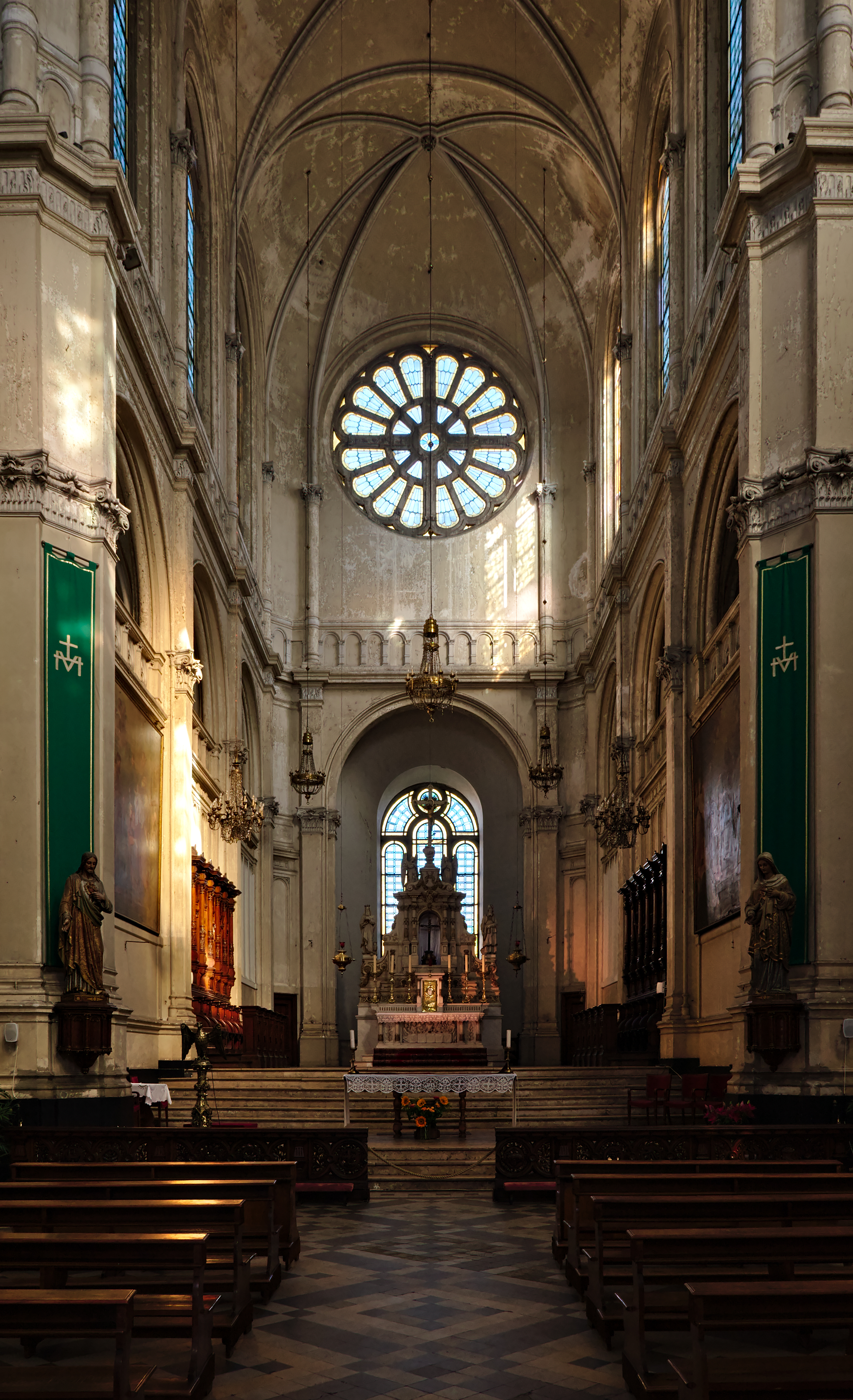
Interieur